# 金城里 (上海市)
金城里是位于中華人民共和國上海市普陀區安远路陕西北路东北角（安远路188弄）的一個里弄，东侧紧临玉佛禪寺。

## 歷史
中華民国二十五年（1936年），金城银行从北平迁来上海后，股东出资在槟榔路建造金城里，是金城银行为职员建造的一条里弄，起初里面居住的绝大部分是该行职员。裡面有砖木结构3层楼9幢，2层楼1幢，建筑面积约1.2万平方米。在中華人民共和國建國前，金城银行是普陀区境内唯一的3层楼住宅。中華人民共和國建国后，當局在金城里附近的绿地按金城里的原型建造了一幢砖木结构二层楼房。